# الريشة (فرع العدين)

تعديل مصدري - تعديل

الريشة محلة تابعة لقرية الحوائل، التابعة لعزلة الوزيرة بمديرية فرع العدين إحدى مديريات محافظة إب في الجمهورية اليمنية، بلغ تعداد سكانها 240 حسب تعداد اليمن لعام 2004.